# Tassadia hutchisoniana
Tassadia hutchisoniana är en oleanderväxtart som beskrevs av Henry Hurd Rusby. Tassadia hutchisoniana ingår i släktet Tassadia och familjen oleanderväxter. Inga underarter finns listade i Catalogue of Life.